# Бондар Володимир Олексійович
Бондар Володимир Олексійович (нар. 8 березня 1947, м. Суми) — український політик, народний депутат України V скликання.
Народний депутат України 5-го скликання з 25 травня 2006 року по 23 листопада 2007 року. Обраний від Партії регіонів. На час виборів: президент ТОВ «Бізнес-Спортінвест», член Партії регіонів. Член комітету з питань боротьби з організованою злочинністю і корупцією, член фракції Партії регіонів.

## Біографія
Народився 8 березня 1947 р. в місті Суми.
Закінчив Московський інститут профспілкового руху Академії праці та соціальних відносин (1988–1992) за фахом економіст.
1965–1967 — слюсар, методист зі спорту Сумського ремзаводу.
1967–1977 — гідромоніторник, слюсар, старший інженер Сумського заводу «Центроліт».
1977–1979 — заступник директора МПТУ-16 м. Сум.
1979–2002 — інженер, начальник відділу, директор зовнішньоекономічної фірми, заступник голови правління ВАТ «Центроліт».
2002–2006 — ТОВ «Бізнес-Спортінвест».
Голова Сумської міської організації Партії регіонів (з 11.2002), голова Сумського обласного відділення Партії реґіонів (з 10.2005).